# Puceul

Puceul este o comună în departamentul Loire-Atlantique, Franța. În 2009 avea o populație de 942 de locuitori.